# Stofmisbrug
 Må ikke forveksles med -narkoman, som er et sidsteled for en person med stor eller overdreven forkærlighed for noget bestemt og ikke har noget med stofmisbrug eller stofafhængighed at gøre
Stofmisbrug eller narkomani (fra græsk νάϱκωσις (narkos) lammelse og μανία (mani), raseri, vanvid) er afhængighed af narkotiske stoffer. En person der er afhængig af narkotiske stoffer kaldes for stofmisbruger, narkoman eller junkie.
Narkotiske stoffer:
- Morfika
- Benzodiazepiner
- Barbiturater

Ordet narkoman bliver som oftest ukorrekt brugt til at beskrive eufomaner, der er en bredere betegnelse for dem, der er afhængige af et psykoaktivt stof.
Narkomani er som oftest et sammenspil mellem en mental og fysisk afhængighed af substansen, og det kan være svært at afvænne brugeren fra narkotika.
Begrebet «narkotika» benyttes i denne sammenhæng om alle stoffer, som er opført på FNs narkotikalister, og ikke specielt om stoffer, som virker narkotisk (dæmpende, søvndyssende). Foruden de egentlige narkotika som opioider, barbiturater med flere omfatter kategorien derfor også rusgivende stoffer som amfetaminer, kokain og cannabis.
I daglig sprogbrug bruges narkomani ofte om en enhver anvendelse af andre rusgivende stoffer end alkohol. I medicinsk forstand bruges begrebet om sygelig trang til indtag af rusmidler. Skadelig brug eller afhængighed af rusmidler defineres i officielle diagnosesystemer som ICD-10 en psykisk lidelse. De fleste mennesker, som er rusafhængige eller narkomaner, lider ofte samtidig af andre psykiske lidelser som angst, depression, personlighedsforstyrrelser, bipolar lidelse, ADHD eller PTSD. En del af disse lidelser kan skyldes stofmisbruget.
Der findes ingen objektive kriterier som skiller narkomani fra alkoholisme. Den tidligere opfattelse, at narkomani omfatter uimodståelig fysisk afhængighed, er nu forladt. Man regner med ulige former for tilvænning, hvoraf bare nogen omfatter direkte fysiske symptomer. Specielt efter langvarig brug af opioider som heroin kan ophør i brug give stærke fysiske symptomer som opkast og kramper og kan i ekstreme tilfælde medføre dødsfald. En medicinsk sammenligning af afhængighedspotentiale og muligheden for fysiske skadevirkninger ved brug af ulige rusmidler er vist
til højre.
Brug, handel med eller opbevaring af en lang række rusmidler er forbudt i de fleste lande, og den som bruger disse stoffer risikerer at blive strafforfulgt af myndighederne. Dersom brugere må skaffe sig stofferne ulovligt, kan de økonomiske konsekvenser ved regelmæssig brug blive betydelige.
Ifølge en rapport fra FN-organet UNOD, en:United Nations Office on Drugs and Crime, findes der over 27.000.000 regulære narkomaner. Omkring 230.000.000 er stofmisbrugere inden for alle typer og omkring 200.000 dør som følge af stofmisbrug hvert år.